# Chien des refuges
Ne doit pas être confondu avec un chien de sauvetage.

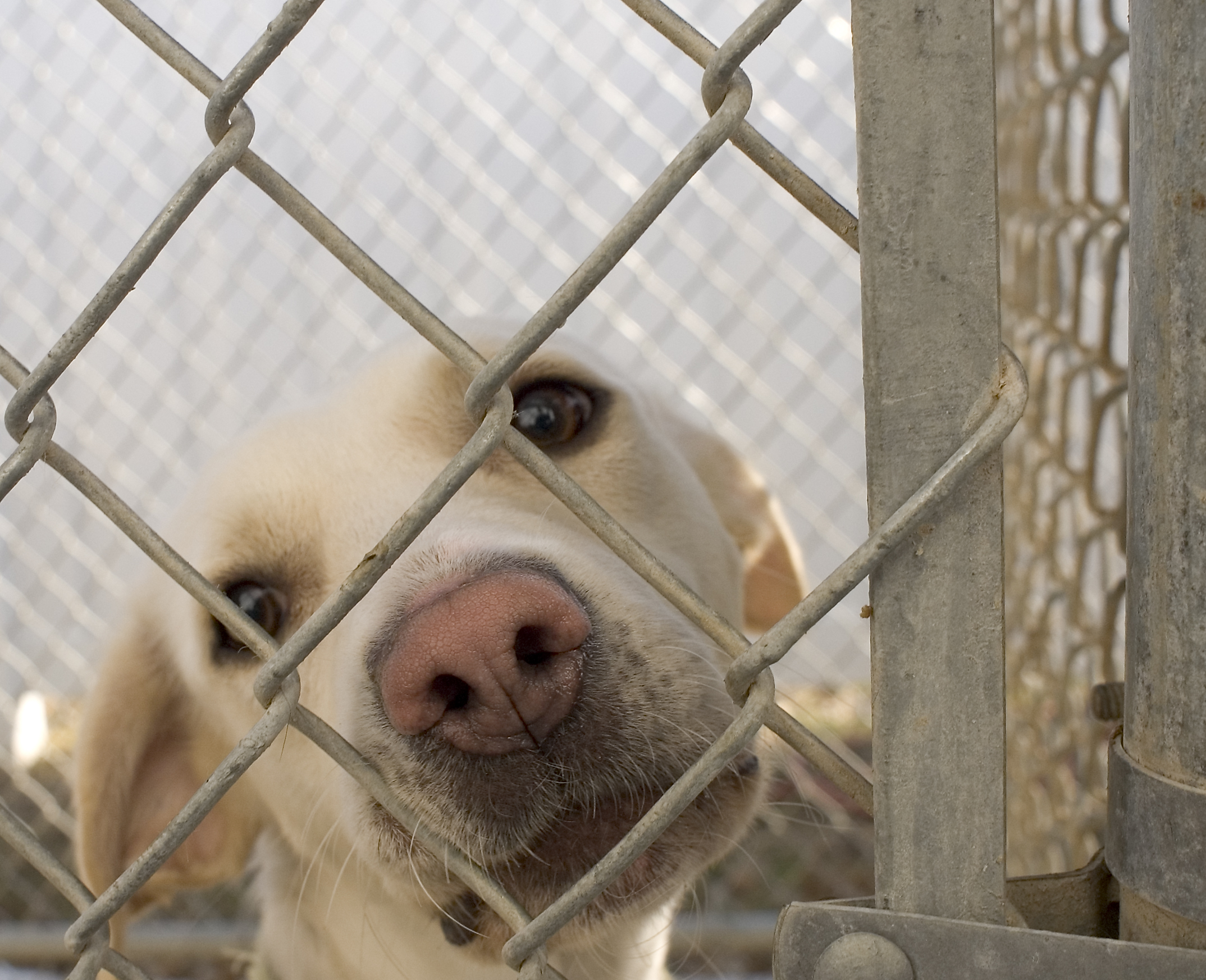
Un chien des refuges de type Labrador dans l'Iowa, (États-Unis).

Un chien des refuges ou chien de refuge, parfois appelé chien de sauvetage (traduction littérale de l'anglais Rescue dog (en)), est un chien qui a été sauvé d'une euthanasie probable et placé dans refuge animalier après avoir été reconnu comme chien errant, après un abandon ou après avoir été retiré à son ancien propriétaire pour cause de violence, d'utilisation illicite ou de négligence. 
Les chiens des refuges sont pris en charge par des organisations de protection des animaux comme la S.P.A., la branche française de la Société pour la prévention de la cruauté envers les animaux (SPCA) ou la Société royale protectrice des animaux (SRPA) en Belgique. Ces dernières s'occupent des soins vétérinaires, de l'identification des chiens, de leur vaccination, voire de leur stérilisation, avant de les remettre à l'adoption.
Dans les pays développés, il est courant d'avoir un chien comme animal de compagnie et le fait d'adopter un chien dans un refuge est une pratique répandue qui s'accompagne généralement d'une dimension éthique. Les frais d'adoption payés par les adoptants sont une source de revenu pour les associations responsables des refuges animaliers contribuant ainsi à leur financement. La plupart des chiens des refuges sont rapidement replacés, mais plusieurs facteurs peuvent rendre difficile leur réinsertion, particulièrement lorsque le chien est âgé, malade ou considéré comme dangereux.

## Origine des chiens des refuges

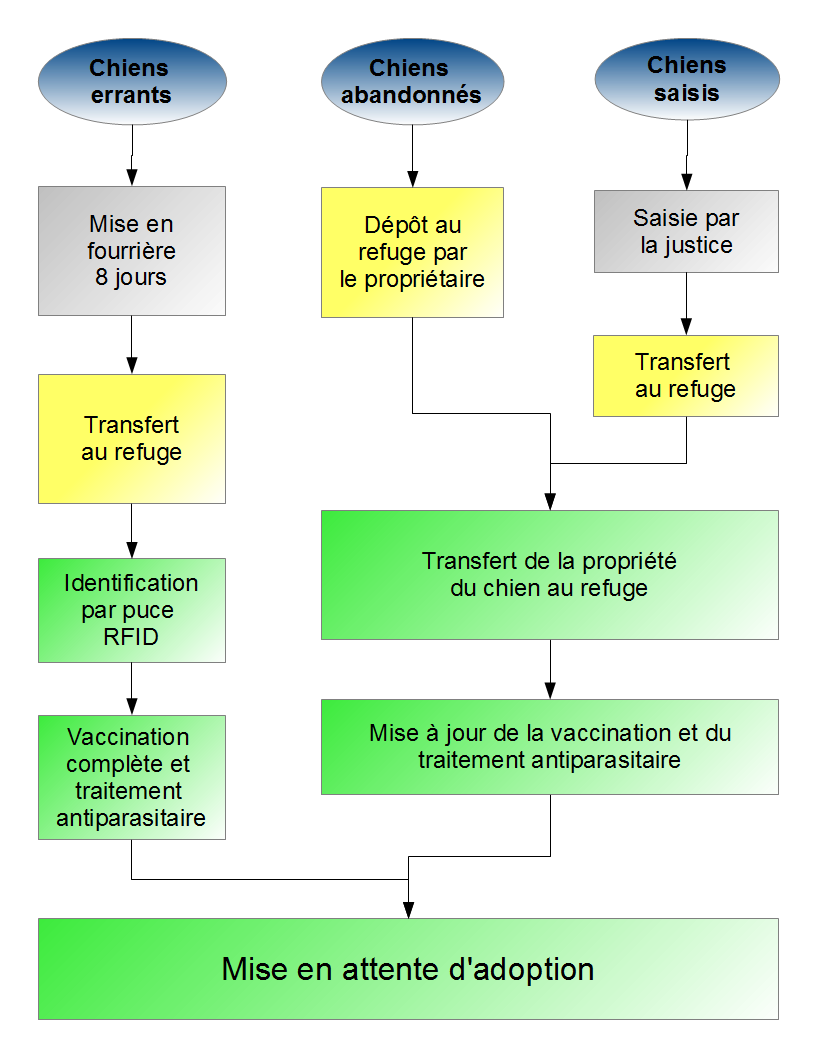
Schéma décrivant le gestion des chiens des refuges en France

Les origines des chiens des refuges sont multiples mais tous ces animaux ont en commun la perte de propriétaire légal. L'association gérant le refuge devient donc temporairement propriétaire du chien. On distingue trois cas de figure. La propriété de l'animal n'a pu être établie, on parle alors de chiens errants. Le propriétaire a renoncé à ses droits sur l'animal, il s'agit de chiens abandonnés. Enfin il est possible que les droits du propriétaire sur le chien lui aient été retirés par une décision judiciaire, on parle alors de chiens saisis.

### Anciens chiens errants
Une partie des chiens des refuges sont d'anciens chiens errants. Cette notion est à différencier de celle de chien divaguant. Le chien divaguant est un chien muni d'une puce RFID ou d'un tatouage, ayant un propriétaire identifié mais qui est trouvé seul sur la voie publique. Un chien est déclaré comme chien errant s'il est trouvé sur la voie publique et qu'il n'a aucun propriétaire légal identifiable. Dans les pays développés la procédure consiste à placer les chiens errants en fourrière pendant une période légale permettant à un éventuel propriétaire de se manifester. Une fois ce délai expiré, il peut être confié à un refuge qui se chargera de l'identifier par puce RFID, de le vacciner puis de le mettre à l'adoption.

### Chiens abandonnés

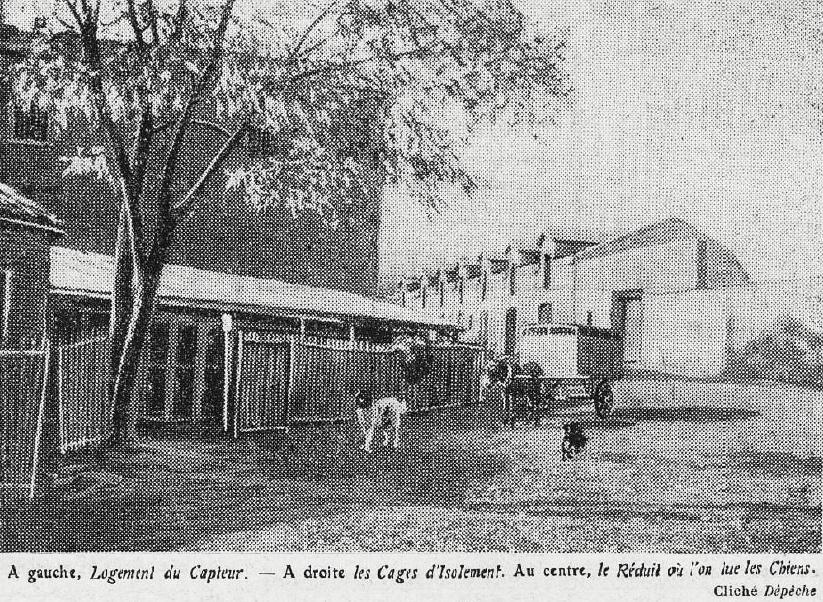
La fourrière municipale de Toulouse, en 1913.

Ce sont des chiens dont les propriétaires désirent se séparer ou sont contraints de le faire. Les principales raisons d'abandon à être invoquées sont les suivantes :
- Une modification de la structure familiale : Il s'agit de déménagements, de séparations, de remariages ou de la naissance d'un enfant.
- Les allergies
- L'incapacité physique du propriétaire : Il s'agit du décès du propriétaire, de son hospitalisation ou d'une maladie invalidante.
- L'absence de prise en compte de l'évolution physique du chien : La plupart des chiens abandonnés sont de grande taille. L'âge moyen d'abandon est situé entre 1 et 5 ans, ce sont donc principalement des chiens jeunes, atteignant l'âge adulte ou de jeunes adultes.
- Le coût relatif à l'animal : Ce point est souvent lié à un changement de situation professionnelle, la perte d'emploi ou une séparation. Le coût relatif à l'animal est alors jugé trop élevé.
- Le comportement de l'animal : Le chien est considéré comme mal éduqué, trop bruyant, voire agressif.

Après l'abandon le refuge se charge de mettre à jour la vaccination du chien puis de le placer à l'adoption.

### Chiens saisis à la suite d'une procédure administrative ou judiciaire
Les chiens peuvent être retirés à leur propriétaire par décision judiciaire ou administrative. Les raisons de cette décision peuvent être la négligence, la maltraitance ou l'utilisation de l'animal à des fins illicites. Ce dernier cas concerne des chiens dressés à la défense ou à l'attaque et utilisés à des fins non légales. Après la saisie le chien devient la propriété de l'association à laquelle il a été confié, cette dernière se charge alors d'une éventuelle mise à jour de la vaccination de l'animal puis ce dernier entre dans la procédure d'adoption.

## Les refuges

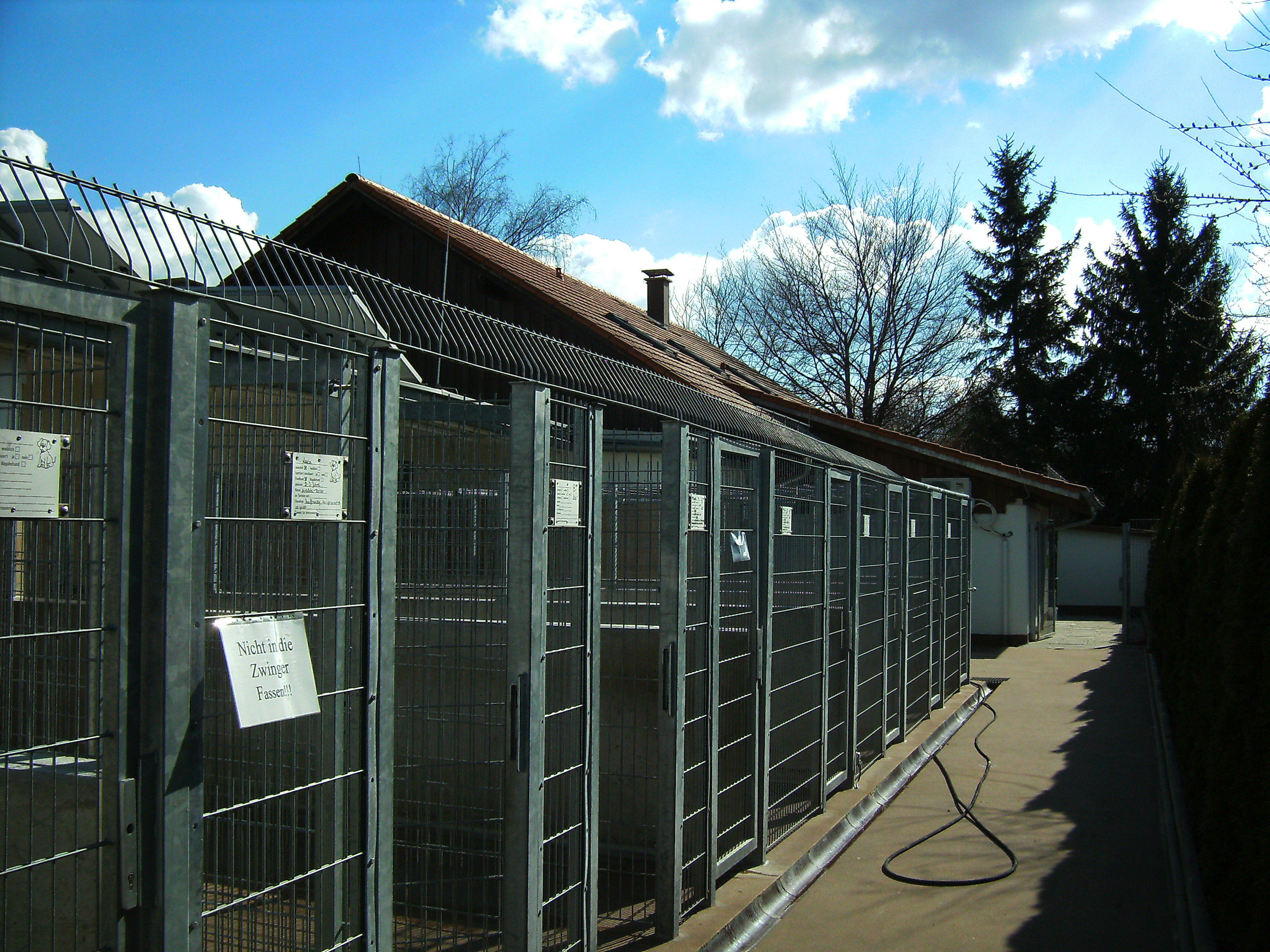
Box pour chiens d'un refuge animalier à Memmingen en Allemagne

Le refuge peut être généraliste et accueillir d'autres espèces animales domestiques. Il peut également être spécialisé dans l'accueil des chiens. Sa forme juridique est généralement celle d'une association à but non lucratif. Les refuges pour chiens sont principalement tenus par des bénévoles. Les chiens sont répartis dans des chenils qui peuvent être individuels ou collectifs.

## Soins vétérinaires
Les refuges se chargent des soins vétérinaires d'urgence, lors de l'arrivée du chien ainsi que durant toute la durée pendant laquelle le chien est sous sa responsabilité. Lorsque les circonstances l'exigent le refuge décide de l'euthanasie éventuelle de l'animal. Le refuge prend également en charge les soins vétérinaires lorsque le chien est placé en famille d'accueil. Certaines associations assument les soins relatifs à leurs anciens pensionnaires âgés par contrat spécifique avec le nouveau propriétaire. En effet, la crainte des frais vétérinaires pour un chien âgé reste un des principaux freins à l'adoption.

## Formalités administratives

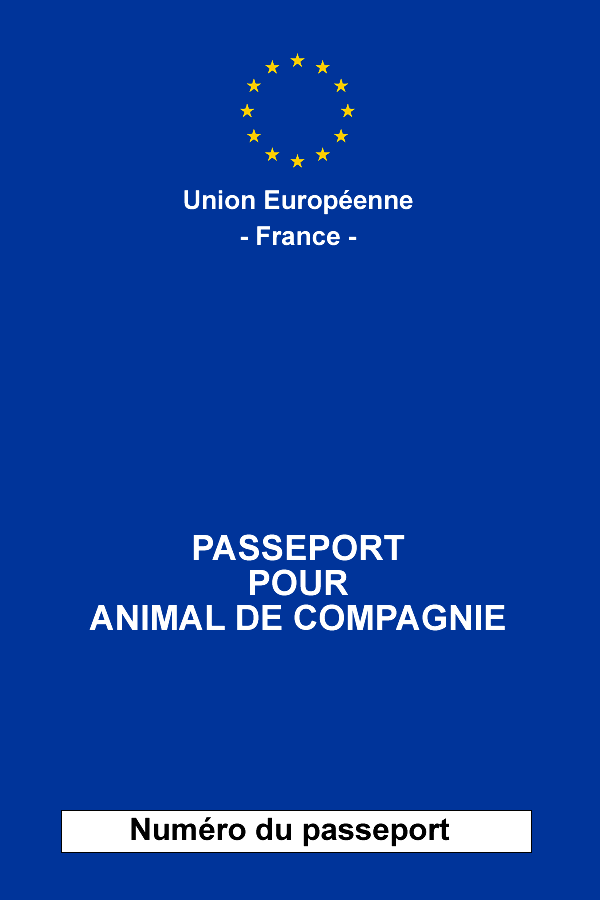
Version française du passeport européen pour animal de compagnie

La législation sur les carnivores domestiques porte essentiellement sur leur identification, leur vaccination et leur confère une reconnaissance internationale en matière de transit. En Europe, les animaux circulent grâce au passeport européen pour animal de compagnie. Les législations nationales imposent l'identification de l'animal par puce sous-cutanée RFID suivie de son inscription sur un registre national. La tenue des fichiers nationaux est généralement déléguée par les états à des associations : l'Association Belge d'Identification et d'Enregistrement Canins en Belgique, la société centrale canine en France ou la banque de données ANIS en Suisse. L'association responsable du refuge effectue les formalités liées au transfert de propriété de l'animal afin de mettre à jour le registre national canin et procède à son identification si l'animal n'est ni tatoué ni pucé.

## Vaccination
La vaccination est généralement à la charge de l'association responsable du refuge et elle est répercutée dans les frais d'adoption. Lorsque le chien a été déclaré errant ou que l'existence d'une vaccination antérieure ne peut être confirmée, l'ensemble de la primovaccination est effectuée. Le chien est en principe vacciné à l'aide d'un ou plusieurs vaccins combinés. La vaccination antirabique ainsi que celle contre la leptospirose peut s'effectuer indépendamment. La vaccination type d'un chien des refuges correspond aux valences CHPPi/LR soit à :
- C pour la maladie de Carré
- H pour l'hépatite de Rubarth
- P pour la parvovirose
- Pi pour le virus parainfluenza provoquant le toux de chenil
- L pour la leptospirose
- R pour la rage

## Stérilisation
La politique en matière de stérilisation varie d'une association à une autre. Certaines stérilisent systématiquement les chiens afin de limiter le nombre de reproductions incontrôlées, d'autres laissent le choix aux adoptants. Dans ce cas, soit elles se chargent de stériliser les chiens au moment de l'adoption soit elles délivrent un bon de stérilisation qui permettra à l'adoptant d'effectuer l'opération chez le vétérinaire de son choix. Le montant de la stérilisation est répercuté dans les frais d'adoption ce qui explique qu'ils soient inférieurs chez le mâle.

## Réinsertion

### Difficultés rencontrées
Les refuges rencontrent des difficultés à réinsérer les chiens âgés ou malades, ils sont souvent contraints de les euthanasier tandis que d'autres sont placés en famille d'accueil mais restent la propriété de l'association responsable du refuge. Pour pallier ces difficultés certaines associations dispensent ou prennent en charge les soins et un soutien continus pour les chiens âgés ou malades après qu'ils ont été placés. D'autres exonèrent de frais d'adoption les nouveaux propriétaires de chiens malades ou âgés.
Les chiens considérés comme dangereux sont également plus difficiles à réinsérer. Ce phénomène est accentué par les législation nationales qui encadrent la détention de certains types de chiens. En France, la détention des chiens de première et seconde catégorie nécessite d'être titulaire du Permis de détention d'un chien susceptible d'être dangereux ce qui constitue un frein administratif et financier à l'adoption de ce type de chiens. Au Royaume-Uni, les chiens de race Staffordshire Bull Terrier ou ceux issus de croisements de Bull Terrier constituent la plus grande proportion de tous les chiens des refuges simplement en raison de la manière dont ils sont généralement perçus par la population. L'identification d'un chien comme étant d'une race catégorisée les rend plus difficile à réintégrer.
Les refuges sont également victimes du « syndrome du grand chien noir » (en anglais, Black-dog bias), en effet, à l'image du chat noir, les chiens de couleur noire sont plus difficilement adoptés que les chiens des autres couleurs.

## Marketing
- Wanimo et Seconde Chance[8]
- Pedigree et le programme Agir pour l'adoption[9]

## Source de la traduction
- (en) Cet article est partiellement ou en totalité issu de l’article de Wikipédia en anglais intitulé « Rescue dog » (voir la liste des auteurs).